# 高則誠

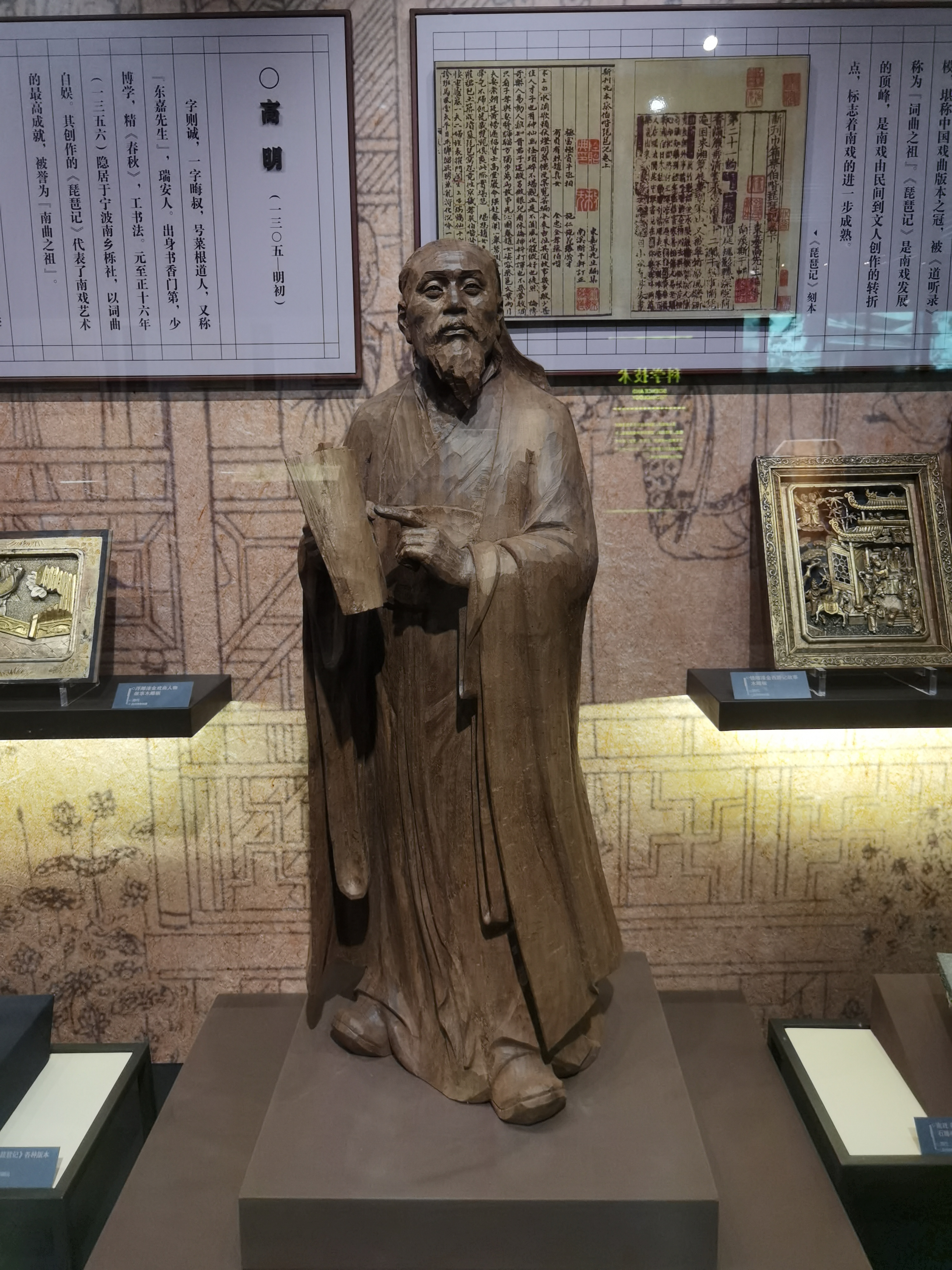
温州博物馆高明像

高明（1305年—1359年），字則誠，自號菜根道人，溫州瑞安人，元朝末年政治人物。温州一名东嘉，所以后人又称他为东嘉先生。

## 生平
早年乡居读书。元順帝至正五年（1345年）進士，在浙江处州、杭州等地都做过几任小官，官拜處州錄事。元末方國珍起兵反元，行省長官因高明比較熟悉海濱事而任他為幕僚，但高明與其他人相處不愉快，方國珍投降後，高明遂辭官，之後还做了幾年的地方官。至正十六年（1356年）以后，归隐在宁波南乡的栎社，“以词曲自娱”。《琵琶记》就是在这时完成的。至正十九年（1359）去世。

## 著作
高明擅長書法、詩、詞曲，著有《柔克齋集》、《琵琶記》。其中《柔克斋集》二十卷已亡佚，顾嗣立《元诗选》录其诗三十七题四十五首，仍题《柔克斋集》。《琵琶記》號稱為南曲正宗，為最早流傳海外之傳奇。